# テンプリン条約
テンプリン条約（テンプリンじょうやく、ドイツ語: Friede von Templin）は、1317年11月24/25日に締結された条約。条約によりブランデンブルク辺境伯領とデンマークの間の戦争が終結した（デンマークはドイツ北部の諸侯同盟を率いていた）。ブランデンブルク＝シュテンダル辺境伯ヴァルデマールの軍勢がラインスベルクとグランゼーの間のシュールツェンドルフで戦われた1316年のグランゼーの戦いで決定的に敗北したため、ブランデンブルクは停戦交渉を余儀なくされたのであった。戦闘から1年後、テンプリン条約がデンマーク王エーリク6世、エーリク6世の同盟者であるメクレンブルク領主ハインリヒ2世、そしてヴァルデマールの間で締結された。

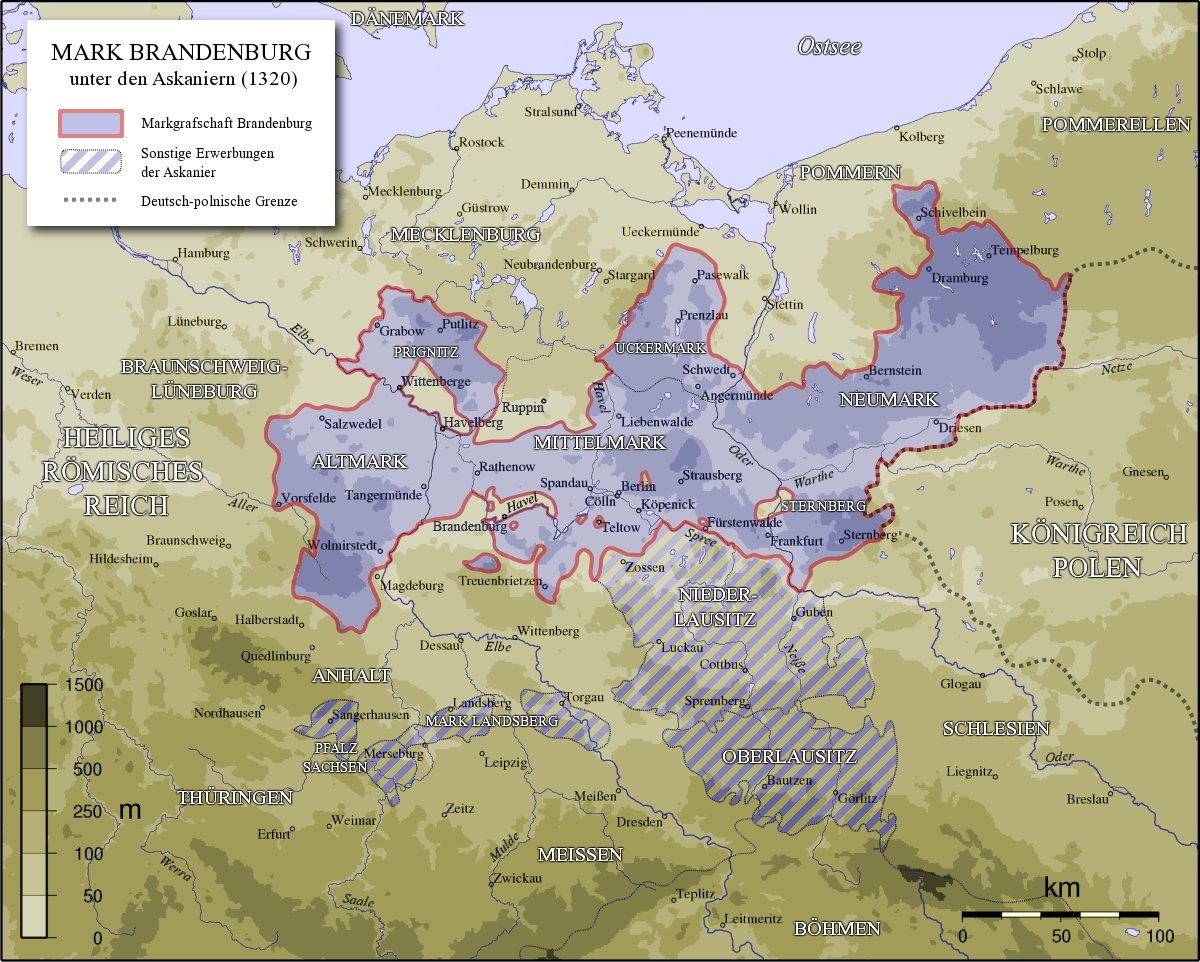
1320年時点のブランデンブルク

ブランデンブルクは1236年のクレンメン条約でポメラニア公国から勝ち取ったブルク・シュタルガルトをメクレンブルクに割譲した。以降この領地はメクレンブルク領に留まり、1701年よりメクレンブルク＝シュトレーリッツ公領となる。さらにアルンスベルクArnsberg城（アーレンスベルクAhrensberg城とも）を取り壊し、（1277年にリューゲン侯国から、1309年のゾルディン条約でドイツ騎士団から奪取した）シュラーヴェ＝シュトルプをポンメルン＝ヴォルガストに割譲した。